# Saint-Julien-sur-Sarthe
Saint-Julien-sur-Sarthe är en kommun i departementet Orne i regionen Normandie i nordvästra Frankrike. Kommunen ligger i kantonen Pervenchères som tillhör arrondissementet Mortagne-au-Perche. År 2022 hade Saint-Julien-sur-Sarthe 679 invånare.

## Befolkningsutveckling
Antalet invånare i kommunen Saint-Julien-sur-Sarthe
| Referens: INSEE |